# Tetarteron

Tetarteron (în greacă: τεταρτηρόν, putând să se traducă, în română prin „sfert de monedă”) este o monedă bizantină care „a îmbrăcat” două forme, în cursul istoriei. Mai întâi o monedă de aur, aflată în circulație din anii 960 până în 1092, alături de histamenon și o monedă de cupru, utilizată după 1092 până în a doua jumătate a secolului al XIII-lea.

## Moneda de aur

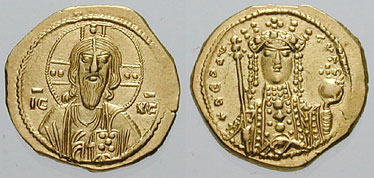
Tetarteron de aur emis sub împărăteasa Theodora Porfirogeneta (1055-1056).

După Constantin cel Mare, principala monedă bizantină era solidusul sau nomisma, ale cărei greutate și conținut în aur au cunoscut o remarcabilă stabilitate de-a lungul secolelor. Totodată, împăratul Nicefor al II-lea Focas (963-969) a introdus în circulație o nouă piesă monetară, cu două carate mai ușoară decât nomisma originală, cunoscută de atunci sub numele de histamenon. 
Motivul exact al creării tetarteronului nu este cunoscut. Potrivit istoricului bizantin Ioan Zonaras, această monedă trebuia să crească veniturile imperiale. În timp ce impozitele erau plătite în histamenon, Imperiul își plătea propriile cheltuieli cu tetarteroni, care aveau o valoare mai mică, în timp ce, în mod oficial, erau considerați ca fiind echivalenți ai histamenonilor. Istoricii moderni au sugerat că tetarteronul era o imitație a dinarului de aur al musulmanilor, pentru a fi folosit în provinciile orientale recent cucerite, ori că ar fi vorba de o tentativă nereușită de reformă monetară pentru înlocuirea histamenonului. În tot cazul, tetarteronul nu a fost emis decât în mici cantități până la mijlocul secolului al XI-lea, când aceste piese monetare, aflate în circulație, au început să fie tot atât de numeroase  ca histamenonul.
La început, era imposibil să se distingă vizual cele două monede. Doar greutatea le discrimina. În cursul domniei lui Vasile al II-lea (976-1025), tetarteronul a început să fie emis sub o formă mai mică și mai groasă, în timp ce histamenonul a devenit mai lat și mai subțire. Apoi, sub Constantin al VIII-lea (1025-1028), ele nu au mai avut aceeași iconografie. La mijlocul secolului al XI-lea, tetarteronul avea diametrul de 18 milimetri, iar greutatea sa oscila în jurul a 3,98 de grame, adică cu trei carate mai puțin decât histamenonul, a cărei formă a devenit concavă. Odată cu Mihail al IV-lea Paflagonianul (1034-1041), originar dintr-un mediu numismat, conținutul de aur a început să scadă, din ce în ce mai mult, iar piesele monetare au fost devalorizate. Fenomenul a devenit semnificativ în anii 1070 și 1080, odată cu grava criză internă pe care o cunoștea Imperiul. În final, sub Alexie I Comnenul (1081-1118), au fost emiși ultimii tetarteroni de aur și de electrum. Împăratul a hotărât să reformeze în profunzime sistemul monetar bizantin și a introdus o nouă monedă de aur: hyperpyronul. Miza era să se restabilească soliditatea monedei bizantine, profund slăbită de valuri de de devalorizare.

## Moneda de cupru

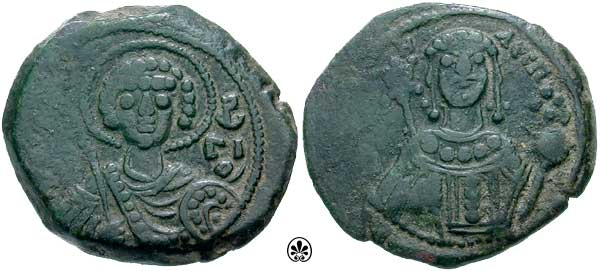
Tetarteron de cupru bătut sub Manuel I Comnen.

Dacă hyperpyronul a devenit moneda de aur, tetarteronul nu a dispărut complet și a devenit o piesă monetară de cupru (uneori de plumb), înlocuind follisul. Dimensiunile sale, similare vechiului tetarteron, ar explica menținerea denumirii. O altă explicație ar fi că tetarteronul valora un sfert din valoarea vechiului follis. Noua monedă, plată, cântărea în jur de patru grame. Erau necesari 864 de tetarteroni pentru a echivala un hyperpyron. De aceea a fost emis în mari cantități, iar aparența sa varia mult, îndeosebi în secolul al XII-lea. O monedă de jumătate de tetarteron a fost și ea bătută. Aceste două monede au rămas relativ stabile ca greutate, însă vor fi din ce în ce mai puțin frecvente începând din secolul al XIII-lea.
În secolul al XIII-lea, tetarteronul de cupru a fost încă emis de conducătorii Regatului Salonicului și ai Imperiului de la Niceea. Totuși, în momentul restaurării Imperiului Bizantin, în 1261, tetarteronul a fost înlocuit de o nouă monedă de cupru, denumită assaria, după vechile monede romane.